# John Mahoney
Charles John Mahoney, més conegut com a John Mahoney (Blackpool, Anglaterra; 20 de juny de 1940 - Chicago, Estats Units; 4 de febrer de 2018), va ser un actor i comediant britànic nacionalitzat estatunidenc, famós per interpretar a Martin Crane a la sèrie de televisió Frasier.

## Filmografia

### Cinema
| Any  | Títol                                                 | Rol                             | Notes        |
| ---- | ----------------------------------------------------- | ------------------------------- | ------------ |
| 1982 | Mission Hill                                          | Michael Doyle                   |              |
| 1985 | Code of Silence                                       | Prowler Representative          |              |
| 1986 | The Manhattan Project                                 | Tinent Coronel Conroy           |              |
| 1986 | Streets of Gold                                       | Linnehan                        |              |
| 1987 | Suspect                                               | Judge Matthew Bishop Helms      |              |
| 1987 | Tin Men                                               | Moe Adams                       |              |
| 1987 | Moonstruck                                            | Perry                           |              |
| 1988 | Frantic                                               | Williams, U.S. Embassy Official |              |
| 1988 | Betrayed                                              | Shorty                          |              |
| 1988 | Eight Men Out                                         | William "Kid" Gleason           |              |
| 1989 | Say Anything...                                       | James Court                     |              |
| 1990 | Love Hurts                                            | Boomer                          |              |
| 1990 | The Russia House                                      | Brady                           |              |
| 1991 | Barton Fink                                           | W. P. Mayhew                    |              |
| 1992 | Article 99                                            | Dr. Henry Dreyfoos              |              |
| 1993 | In the Line of Fire                                   | Sam Campagna                    |              |
| 1993 | Striking Distance                                     | Capt. Vince Hardy               |              |
| 1994 | A Hard Rain                                           | Ross Stewart                    | Curtmetratge |
| 1994 | Reality Bites                                         | Grant Gubler                    |              |
| 1994 | The Hudsucker Proxy                                   | Chief                           |              |
| 1995 | The American President                                | Leo Solomon                     |              |
| 1996 | Primal Fear                                           | Shaughnessy                     |              |
| 1996 | She's the One                                         | Mr. Fitzpatrick                 |              |
| 1996 | Mariette in Ecstasy                                   | Dr. Claude Baptiste             |              |
| 1998 | Antz                                                  | Grebs                           | Veu          |
| 1999 | The Iron Giant                                        | General Shannon Rogard          | Veu          |
| 2000 | The Broken Hearts Club: A Romantic Comedy             | Jack                            |              |
| 2001 | Almost Salinas                                        | Max Harris                      |              |
| 2001 | Atlantis: L'imperi perdut (Atlantis: The Lost Empire) | Preston B. Whitmore             | Veu          |
| 2003 | Atlantis: Milo's Return                               | Whitmore                        | Veu          |
| 2005 | Kronk's New Groove                                    | Papi                            | Veu          |
| 2007 | Dan in Real Life                                      | Poppy                           |              |
| 2010 | Flipped                                               | Chet Duncan                     |              |

### Televisió
| Any        | Títol                 | Rol                               | Notes |
| ---------- | --------------------- | --------------------------------- | --- |
| 1982       | Chicago Story         | Tinent Roselli                    | 13 episodis |
| 1982       | Knight Power          | The Gnome Leader (voice)          | Episode: "Gnome More Mister Ice Guy" |
| 1985       | Lady Blue             | Capt. Flynn                       | Telefilm |
| 1986       | Trapped in Silence    | Doctor Winslow                    | Telefilm |
| 1987       | Saturday Night Live   | Fast Eddie Felson / Paul Newman   | Episodi: "Charlton Heston/Wynton Marsalis" |
| 1987       | American Playhouse    | Artie Shaughnessy                 | Episodi: "The House of Blue Leaves" |
| 1988       | Favorite Son          | Lou Brenner                       | Episodi: "Part One" |
| 1990       | The Image             | Irv Mickelson                     | Telefilm |
| 1990       | H.E.L.P.              | Chief Patrick Meacham             | 6 episodis |
| 1992       | The Human Factor      | Dr. Alec McMurtry                 | 5 episodis |
| 1992       | The Water Engine      | Mason Gross                       | Telefilm |
| 1992       | Screenplay            | Walter Partin                     | Episodi: "Buying a Landslide" |
| 1992       | Cheers                | Sy Flembeck                       | Episodi: "Do Not Forsake Me, O' My Postman" |
| 1992       | Unnatural Pursuits    | Paddy Quinn                       | Episodi: "I Don't Do Cuddles" |
| 1993–2004  | Frasier               | Martin Crane                      | 263 episodis Screen Actors Guild Award for Outstanding Performance by an Ensemble in a Comedy Series (2000) Nominat–Golden Globe Award for Best Supporting Actor – Series, Miniseries, or Television Film (1994, 2001) Nominat–Primetime Emmy Award for Outstanding Supporting Actor in a Comedy Series (1999, 2003) Nominat–Quality Television Award for Best Supporting Actor in a Quality Comedy Series (1998, 2000) Nominat–Satellite Award for Best Actor – Television Series Musical or Comedy (2001) Nominat–Screen Actors Guild Award for Outstanding Performance by an Ensemble in a Comedy Series (1995–1999, 2001–2004) Nominat–TV Guide Award for Supporting Actor of the Year in a Comedy Series (2001) |
| 1995       | Biography             | Narrador                          | Episodi: "Al Capone: Scarface" |
| 1996       | 3rd Rock from the Sun | Dr. Leonard Hamlin                | Episodi: "Body & Soul & Dick" |
| 1997       | Tracey Takes On...    | Jeffrey Ayliss                    | Episodi: "Childhood" |
| 1998       | Nothing Sacred        | Vince Reyneaux                    | Episodi: "The Coldest Night of the Year" |
| 2000       | Becker                | Father Joe D'Andrea               | Episodi: "Crosstalk" |
| 2000       | Teacher's Pet         | Narrador / Tim Tim Tim (veu)      | Episodi: #1.12 |
| 2003       | Gary the Rat          | Steele (veu)                      | Episodi: "Strange Bedfellows" |
| 2005       | Fathers and Sons      | Gene                              | Telefilm |
| 2006       | ER                    | Bennett Cray                      | Episodi "Somebody to Love" |
| 2007       | Mobsters              | Narrador                          | Episodi: "Al Capone" |
| 2007       | The Simpsons          | Dr. Robert Terwilliger, Sr. (veu) | Episodi: "Funeral for a Fiend" |
| 2009       | In Treatment          | Walter Barnett                    | 7 episodis Nominated–PRISM Award for Performance in a Drama Series Multi-Episode Storyline |
| 2009, 2010 | Burn Notice           | Management                        | 2 episodis |
| 2010       | $#*! My Dad Says      | Tinent Coronel Wally Durham       | Episodi: "The Manly Thing to Do" |
| 2011, 2014 | Hot in Cleveland      | Roy                               | 6 episodis |
| 2015       | Foyle's War           | Andrew Del Mar                    | Episodi: "High Castle" |